# فورسیس

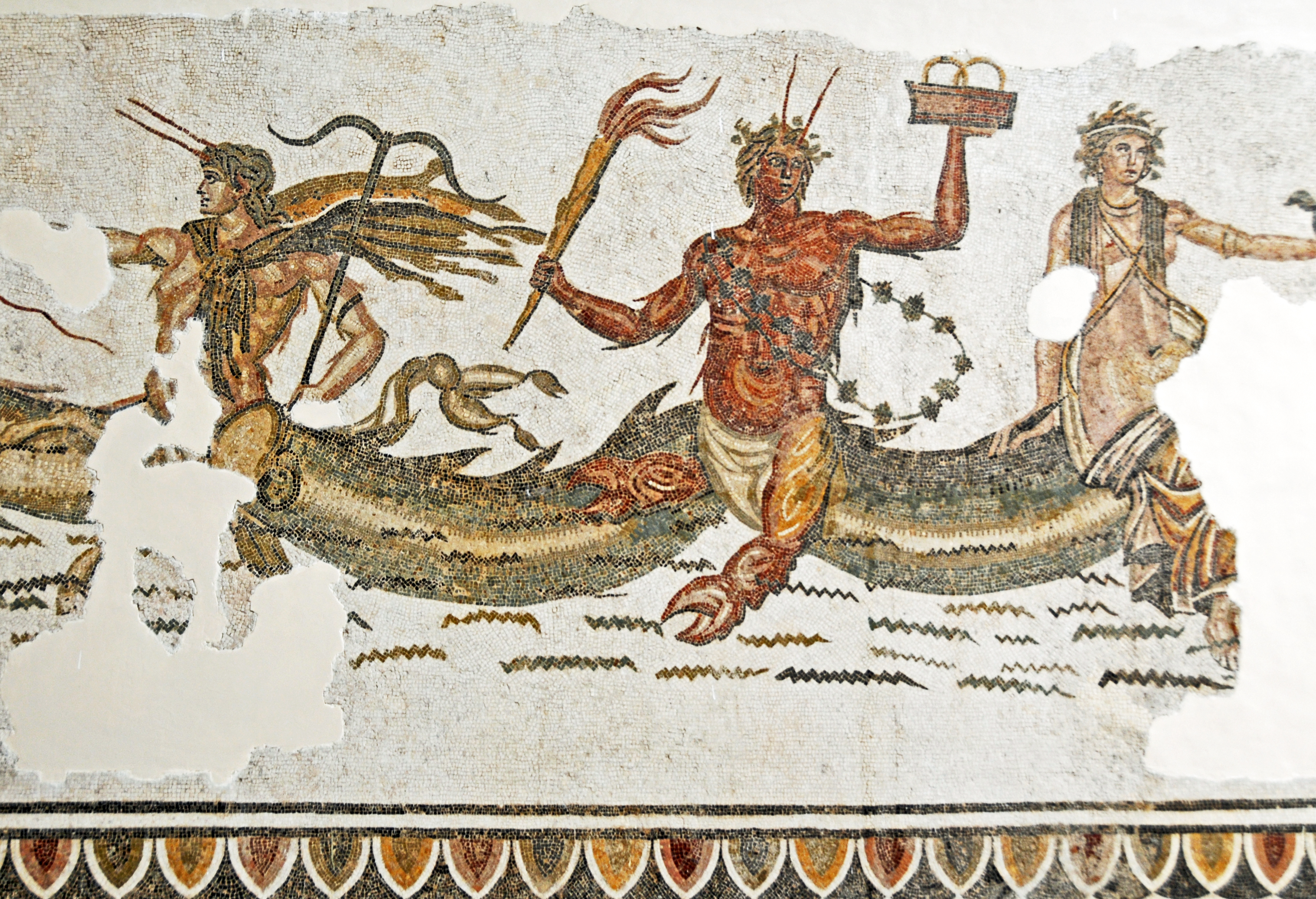
فورسیس

فورسیس یا فورکیس (به یونانی: Φόρκυς، به انگلیسی: Phorcys) در اساطیر یونان ایزد دریا و خطرات پنهان در اعماق آن، فرزند گایا و پُنتوس است. او پدر هسپریدس، و حوریای به نام توساو همچنین پدر مدوسا نیز است، مادر پولیفموس (یکی از سیکلوپها)، خرچنگ غول‌پیکر سکولا و همچنین ۵ مختلفی مانند سایرن‌ها، گورگونها و اژدهای لادون بود. فورسیس بر روی موزاییک‌های باستان به شکل مردی دارای موهای خاکستری، دم ماهی و پاهای جلویی مانند خرچنگ به تصویر کشیده می‌شد. مشعل نشان او به شمار می‌رود.